# 라디오 텔레비전 코트디부아르
라디오 텔레비전 코트디부아르(프랑스어: Radiodiffusion télévision ivoirienne, 약칭 RTI)는 코트디부아르의 공영 방송이다. RTI는 라이선스, 광고, 세금으로 운영하고 있다.

## 역사
1961년 라디오 코트디부아르(Radio Côte d'Ivoire)가 설립되었다. 1966년 TV 방송국이 개국되었으며 1973년 컬러 방송으로 전환하였다. 1983년 2번째 TV 채널인 RTI 2가 시작되면서, 기존에 있던 RTI 채널은 라 프리미어(La Première)로 개명했다.
당시 2010~2011년 코트디부아르 위기로 인해 2011년 3월 31일부터 4월 1일까지, 같은 해 4월 4일부터 8일까지 방송을 중단했었다. 이후로 방송을 재개하였다.

## 채널 목록
RTI는 현재 4개의 TV 채널과 2개의 라디오 채널을 운영하고 있다.

### TV
- La Première(RTI 1) : 뉴스 및 종합편성채널
- RTI 2 : 오락 및 엔터테인먼트 채널
- RTI Music TV : 음악 전문 채널
- RTI Sport TV : 스포츠 전문 채널

### 라디오
- La Nationale : 뉴스 및 종합편성채널
- Fréquence 2 : 오락 전문 채널

## 사업 관계
RTI는 다수의 외국 방송사 및 기업들과 사업 관계를 발전시켰다. RTI는 베냉의 국영 방송사 LC2와 협약을 맺었으며, 프랑스의 국제 방송사 RFI는 텔레비전과 라디오의 방송 인프라를 정비하는 계약을 체결하였다.